# Stemma di Skopje
Lo stemma di Skopje (in macedone: Грб на Скопје, in albanese: Stema e Shkupit) è il simbolo di Skopje, capitale della Macedonia del Nord.
È uno scudo, la cui parte superiore è concava, mentre i fianchi superiori sono due linee oblique rivolte verso l'interno. La parte inferiore dei fianchi è formata da due archi a tutto sesto che raggiungono il vertice nella metà della sezione. 
All'interno dello scudo sono rappresentati il ponte di pietra sul fiume Vardar, la fortezza di Skopje e le vette innevate dei Monti Šar. Lo scudo compare anche nella bandiera di Skopje.